# Vitor Bueno
Vitor Bueno, właśc. Vitor Frezarin Bueno (ur. 5 września 1994 w Monte Alto, w stanie São Paulo) – brazylijski piłkarz, grający na pozycji ofensywnego pomocnika.

## Kariera piłkarska

### Kariera klubowa
Wychowanek klubów Monte Azul, EC Bahia i Botafogo-SP. W 2014 rozpoczął karierę piłkarską w Botafogo. Od 2015 występował na zasadach wypożyczenia w Santosie FC, a 18 maja 2016 klub wykupił transfer piłkarza. 2 sierpnia 2018 został wypożyczony na 2 lata do Dynama Kijów. 4 kwietnia 2019 przeszedł do São Paulo FC.

## Sukcesy i odznaczenia

### Sukcesy piłkarskie
Santos
- wicemistrz Brazylii: 2016
- mistrz Campeonato Paulista: 2016
- finalista Pucharu Brazylii: 2015

Botafogo
- finalista Copa Paulista: 2014